# Microregione di Teófilo Otoni
Teófilo Otoni è una microregione del Minas Gerais in Brasile, appartenente alla mesoregione di Vale do Mucuri.

## Comuni
È suddivisa in 13 comuni:
- Ataléia
- Catuji
- Franciscópolis
- Frei Gaspar
- Itaipé
- Ladainha
- Malacacheta
- Novo Oriente de Minas
- Ouro Verde de Minas
- Pavão
- Poté
- Setubinha
- Teófilo Otoni